# 2014 Forest Hills Drive
2014 Forest Hills Drive is het derde studioalbum van de Amerikaanse rapper J. Cole, uitgegeven op 9 december 2014 onder J. Cole zijn eigen label, Dreamville Records, Roc Nation en Columbia Records.
Het is een volledig soloalbum en is voornamelijk door Cole zelf geproduceerd, samen met producties van !llmind, Vinylz, Phonix Beats, Willie B en meer. Het album werd drie weken van tevoren aangekondigd, zonder al te veel marketing en promotie. 2014 Forest Hills Drive werd bijgestaan door vier singles: Apparently, Wet Dreamz, No Role Modelz en Love Yourz. Na de uitgave ontving het album over het algemeen lovende reacties van muziekcritici. 2014 Forest Hills Drive kwam op de eerste plaats van de Billboard 200 binnen, na een verkoop van 371.000 albums in de eerste week.
Het is ook J. Coles laatste studioalbum wat uitgegeven gaat worden door Columbia Records, volgens nummer 13 van het album (Note To Self).

## Achtergrond
De naam van het album is afkomstig van het adres van het huis waar hij opgroeide met zijn moeder, stiefvader en broertje, 2014 Forest Hills Drive in Fayetteville, North Carolina. Vlak nadat hij afstudeerde van de middelbare school, verhuisde hij nabij de St. John's University in New York. In 2014 heeft de rapper het huis opnieuw gekocht, hiermee was dit zijn eerste aankoop van een huis.
Het album vertelt het verhaal van Cole die verhuist uit North Carolina en in New York gaat wonen om daar zijn dromen na te leven.

## Opname en productie
De meeste producties op het album komen van de hand van J. Cole. Er komt ook een aantal gastproducties op voor, van onder andere Elite, wie ook een aantal vorige projecten van Cole heeft geproduceerd. DJ Dahi, !llmind, Phonix Beats, Vinylz, Organized Noize, Jproof, Cardiak en CritaCal produceerden ook voor het album. Er komen ook producties van de producent-aan-huis van Dreamville Records, Ron Gilmore, voor op 2014 Forest Hills Drive.

## Uitgave en promotie
Op 16 november 2014 bracht J. Cole een trailer naar buiten, waarin hij aankondigde dat 2014 Forest Hills Drive op 9 december dat jaar uit zou komen. De trailer bevatte ook een achter-de-schermendocumentaire van de opnames voor het album. Op 5 december 2014 bracht hij de videoclip voor Intro uit. Op 13 februari 2015 kondigde J. Cole aan de uitgave van zijn album te ondersteunen met de Forest Hills Drive Tour.

## Singles
Op 29 december 2015 kwamen de nummers G.O.M.D. en Apparently voor op de Amerikaanse urbanradiostations. Op diezelfde datum bracht Cole de videoclip voor Apparently. Sindsdien heeft dat nummer op plaats 58 in de Billboard Hot 100 gepiekt.

## Tracklist
Alle muziek en teksten zijn geschreven door Jermaine Cole. 
| 1.                 | Intro              | J. Cole                                          | 2:09  |
| 2.                 | January 28th       | J. Cole, Nick Paradise, Dre Charles, Team Titans | 4:02  |
| 3.                 | Wet Dreamz         | J. Cole                                          | 3:59  |
| 4.                 | 03' Adolescence    | Willie B.                                        | 4:24  |
| 5.                 | A Tale Of 2 Citiez | Vinylz                                           | 4:29  |
| 6.                 | Fire Squad         | J. Cole, Vinylz                                  | 4:48  |
| 7.                 | St. Tropez         | J. Cole                                          | 4:17  |
| 8.                 | G.O.M.D.           | J. Cole                                          | 5:01  |
| 9.                 | No Role Modelz     | J. Cole, Phonix Beats                            | 4:52  |
| 10.                | Hello              | J. Cole, Pop Wansel, JProof                      | 3:39  |
| 11.                | Apparently         | J. Cole                                          | 4:53  |
| 12.                | Love Yourz         | !llmind, Cardiak                                 | 3:31  |
| 13.                | Note To Self       | J. Cole                                          | 14:35 |
| Totale duur: 64:39 |                    |                                                  |       |

### Sample credits
- January 28th bevat een sample van Sky Restaurant van Hi-Fi Set.
- Wet Dreamz bevat samples van Mariya van Family Circle en Impeach the President van The Honey Drippers.
- 03' Adolescence herbruikt de beats van Runnin'  van 2Pac en Notorious B.I.G. en Here's That Rainy Day van Sonita Rosa.
- A Tale of 2 Citiez bevat een sample van Blocka van Pusha T.
- Fire Squad bevat een sample van Midnight Theme van Manzel en Long Red van Mountain.
- St. Tropez bevat een sample van That's All Right With Me van Esther Phillips en herbruikt de beat van Hollywood van Rufus & Chaka Khan.
- G.O.M.D. herbruikt de beat van Get Low van Lil Jon en bevat een sample van Berta, Berta van Branford Marsalis.
- No Role Modelz bevat een sample van Don't Save Her van Project Pat.
- Apparently bevat een sample van La Morte Dell'ermina van Filippo Trecca.
- Love Yourz bevat een sample van Long Red van Mountain.
- Note to Self bevat een sample van Diamonds and Pearls van Prince.

## Credits
Credits voor 2014 Forest Hills Drive bewerkt vanuit AllMusic.
- Jermaine Cole – hoofdartiest, producer
- Mark Pitts – uitvoerend producent
- Ramon Ibanga Jr. – producer
- Anderson Hernandez – producer
- William "Willie B" Brown – producer
- Pop Wansel – producer
- Darius Barnes – producer
- Ronald Gilmore – aanvullende productie, bass, keyboards, producer
- Jproof – producer
- Nate Jones – bass
- David Linaburg – gitaar
- Nate Alford – technicus
- Travis Antoine – trompet
- Anthony Blasko – fotografie
- Felton Brown – artdirection, grafisch ontwerp
- Johnny Burke – componist
- James Casey – saxofoon
- Chargaux – strijkinstrumenten
- Jeremy Cimino – assistent technicus
- Damone Coleman – sampling
- Jero "Mez" Davis – technicus, mixen
- T.S Rose Desandies – vocalen (achtergrond)
- DJ Dahi – beats
- Dreamville – uitvoerend producent

- Kaye Fox – vocalen (achtergrond)
- Julius Garcia – A&R coördinator
- Ibrahim Hamad – A&R
- James Van Heusen – componist
- Jeff Gitelman – gitaar
- Mwango "MK" Kasote – A&R
- Justin Thomas Kay – artdirection, grafisch ontwerp
- Sean Kellett – assistent technicus
- Raphael Lee – strijkinstrumententechnicus
- Nuno Malo – strijkinstrumenten
- Jack Mason – hoorntechnicus
- Camille Mathews – productmanager
- Carl McCormick – componist, instrumentatie
- Nervous Reck – sampling
- Nelly Ortiz – productmanager
- April Pope – productmanager
- Calvin Price – componist, instrumentatie
- Yolanda Renee – vocalen (achtergrond)
- Roc Nation – uitvoerend producent
- James Rodgers – trombone (bass)
- Adam Rodney – creativedirector
- Team Titans –  aanvullende productie
- Andre Thomas –  aanvullende productie
- Timothy "Nick Paradise" Thomas –  aanvullende productie

## Hitlijsten
| Hitlijst (2014)                               | Piek positie |
| --------------------------------------------- | ------------ |
| Australische albums (ARIA)                    | 40           |
| Canadese albums (Billboard)                   | 3            |
| Nieuw-Zeelandse albums (Recorded Music NZ)    | 25           |
| Zweedse albums (Sverigetopplistan)            | 56           |
| Engelse albums (OCC)                          | 27           |
| Engelse r&b-albums (OCC)                      | 1            |
| Amerikaanse Billboard 200                     | 1            |
| Amerikaanse top r&b/hiphop-albums (Billboard) | 1            |

## Certificatie
| Regio                   | Certificatie | Verkoop |
| ----------------------- | ------------ | ------- |
| Verenigde Staten (RIAA) | Goud         | 965.000 |